# Daggekko van Pasteur
Daggekko van Pasteur (Phelsuma pasteuri) is een hagedis die behoort tot de gekko's. Het is een van de soorten madagaskardaggekko's uit het geslacht Phelsuma.

## Naam en indeling
De wetenschappelijke naam van de soort werd voor het eerst voorgesteld door Harald Meier in 1984. Oorspronkelijk werd de wetenschappelijke naam Phelsuma v-nigra pasteuri gebruikt. De gekko werd lange tijd als een ondersoort gezien van Phelsuma v-nigra maar wordt tegenwoordig als een aparte soort erkend.
De soortaanduiding pasteuri is een eerbetoon aan de Franse bioloog Georges Pasteur (1930 - 2015).

## Uiterlijke kenmerken
Phelsuma pasteuri bereikt een kopromplengte tot 5,3 centimeter en een totale lichaamslengte inclusief staart tot 11,5 cm. De hagedis heeft een groene kleur en heeft een vage tekening zonder strepen. Het aantal schubbenrijen op het midden van het lichaam bedraagt 80 tot 87.

## Verspreiding en habitat

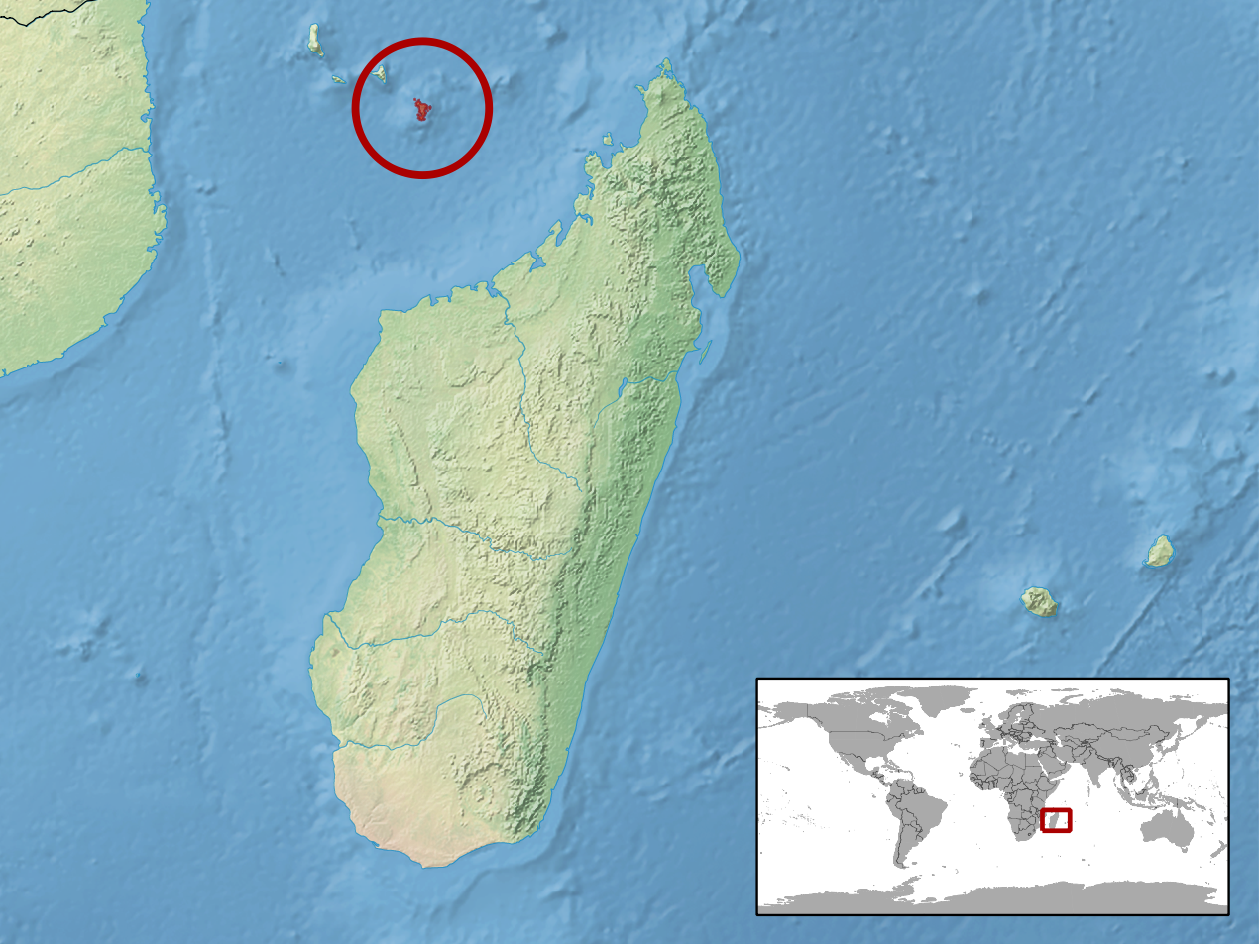
Verspreidingsgebied in het rood.

De soort komt voor in delen van Afrika en leeft endemisch op de Comoren en meer specifiek op het eiland Mayotte. De habitat bestaat uit vochtige tropische en subtropische laaglandbossen en tropische en subtropische mangroven. Ook in door de mens aangepaste streken zoals plantages kan de hagedis worden gevonden. De soort is aangetroffen op een hoogte van ongeveer 34 tot 603 meter boven zeeniveau.

## Voeding
De gekko eet insecten, bloemennectar en vruchtvlees.

## Beschermingsstatus
Door de internationale natuurbeschermingsorganisatie IUCN is de beschermingsstatus 'gevoelig' toegewezen (Near Threatened of NT).